# 레 미제라블 (음반)
《레 미제라블》은 2009년 12월 10일에 발매된 대한민국의 싱어송라이터 루시드폴의 네 번째 정규 음반이다. 루시드폴이 전업 가수로서의 길을 결심하고서 만든 음반이다. 
전업 가수로 활동하는 것에 대한 고민이 〈걸어가자〉란 곡에 잘 나타나 있다. 〈레 미제라블〉은 5.18 민주화 운동에 대해 다루고 있으며, 〈평범한 사람〉은 용산 참사를 표현한 것이다. 〈고등어〉는 〈보이나요〉 다음으로 유명한 루시드폴의 곡이다. 가난해서 꽃등심 대신 고등어를 사 먹는 서민들에 대한 연민을 담고 있다.
사색이 담긴 노래도 있지만 자신의 애완견의 입장에서 노래하는 〈문수의 비밀〉과 같은 재미난 트랙도 있다.

## 소개
공학 박사로서 "네이처 케미스트리"를 비롯한 세계적인 화학 저널들에서까지 주목받는 진정한 "엄친아"로 알려진 그는, 2009년초 완전 귀국해 1년간 이번 앨범 작업에 매진해왔다. 한국에서는 "장 발장"이라고 알려져 있는 빅토르 위고의 동명 소설의 원제를 따왔으며, 극중 단 한 명도 행복한 사람이 없어 보인다는 데서 착안된 컨셉트다.
가진 게 없는 사람들, 울고 있는 사람들, 죽어간 사람들, 슬퍼하는 사람들, 외로운 사람들... 이 서글픈 시대를 살아가는 어쩌면 우리는 모두 불쌍한 사람들일 수 있다. 그런 우리에게 루시드폴만의 사람 냄새 폴폴 풍기는 따뜻한 시선으로 위로와 치유를 안겨주는 트랙들로 가득하다.
타이틀곡인 〈고등어〉부터 이번 앨범의 색을 극명히 드러낸다. 서민들의 식탁에서 사랑받는 〈고등어〉의 시선으로 펼쳐지는 노래는 "가난한 그대 날 골라줘서 고마워요. 수고했어요 오늘 이 하루도"라는 구절로 힘든 일상에 대한 가슴 벅찬 위안을 선사한다. 또한 앨범 타이틀과 동명곡인 〈레 미제라블〉은 루시드폴의 남자 버전과 봉니나의 여자 버전으로 Part 1과 Part 2로 구성되어, 시대에 희생되며 떠나간 남자와 그를 그리는 여자의 시선으로 슬픔을 노래하는 의미심장한 곡이다. 더불어 사랑에 고픈 왕따 소년의 슬픈 사연을 담은 〈외톨이〉까지 넓은 세상 구석구석의 소외된 사람들을 향한 송가들이 담겨 있으며 〈그대 슬픔이 보일 때면〉, 〈그대는 나즈막히〉, 〈알고 있어요〉, 〈봄눈〉 등 힘든 사람들을 사랑하는 사람의 시선이 담긴 따뜻한 러브송들도 가득하다.
그가 온전히 음악에만 집중했던 이번 음반은 루시드폴의 음악적인 성장과 확장을 더욱 확인할 수 있는 작품으로서 전작들보다 풍성해진 악기 편성과 사운드, 더욱 다양해진 시선, 세밀한 가사 표현까지 단 한 곡도 놓칠 수 없는 웰메이드 음반이라고 할 수 있다.

## 곡 목록
모든 곡들은 루시드폴에 의해 작사/작곡하였다.
| #   | 제목                      | 재생 시간 |
| --- | ------------------------- | --------- |
| 1.  | 〈평범한 사람〉           | 4:28      |
| 2.  | 〈걸어가자〉              | 4:18      |
| 3.  | 〈레미제라블 Part 1〉     | 3:09      |
| 4.  | 〈레미제라블 Part 2〉     | 3:04      |
| 5.  | 〈벼꽃〉                  | 4:20      |
| 6.  | 〈고등어〉                | 3:37      |
| 7.  | 〈그대 슬픔이 보일 때면〉 | 3:41      |
| 8.  | 〈외톨이〉                | 4:49      |
| 9.  | 〈그대는 나즈막히〉       | 4:05      |
| 10. | 〈알고있어요〉            | 4:48      |
| 11. | 〈문수의 비밀〉           | 5:33      |
| 12. | 〈유리정원〉              | 3:40      |
| 13. | 〈봄눈〉                  | 3:29      |